# Lac Espejo
Pour les articles homonymes, voir Espejo.
Le lac Espejo, en espagnol : lac Espejo Grande (littéralement « lac miroir »), est un lac andin d'origine glaciaire situé au sud de la province de Neuquén en Argentine. 

## Situation

Carte du parc national Nahuel Huapi.

Il appartient au groupe de lacs de la route des Sept Lacs, aux environs de la ville de Villa La Angostura, au sein du parc national Nahuel Huapi.

## Description
Son nom de « miroir » est dû au fait que ses eaux tranquilles et limpides reflètent comme un miroir les paysages situés sur ses rives. Il est alimenté par l'eau de fonte des glaciers et des neiges des montagnes environnantes, grâce à une série de petits cours d'eau qui confluent vers lui.
Sur ses rives alternent des plages de sable volcanique, des champs de roseaux et des zones rocheuses formant des falaises abruptes.

## Hydrologie
Le lac Espejo fait partie du bassin du río Limay, donc du río Negro. 

Il reçoit notamment les eaux de la lagune Campana située à l'ouest près de la frontière chilienne.
Il alimente de ses eaux le lac Espejo Chico grâce à son émissaire, le río Espejo. Le lac Espejo Chico alimente à son tour le lac Correntoso par son émissaire, le río Ruca Malén. Le Correntoso quant à lui déverse son trop-plein dans le lac Nahuel Huapi par l'intermédiaire du très court río Correntoso, au niveau de Villa La Angostura.